# تشل حرمولاق آباد (للر وكتك)
تشل حرمولاق آباد (بالفارسية: چل‌هرو ملاقباد) هي منطقة سكنية تقع في إيران في قسم للر وكتك الريفي.